# Ballon d'Or 1971

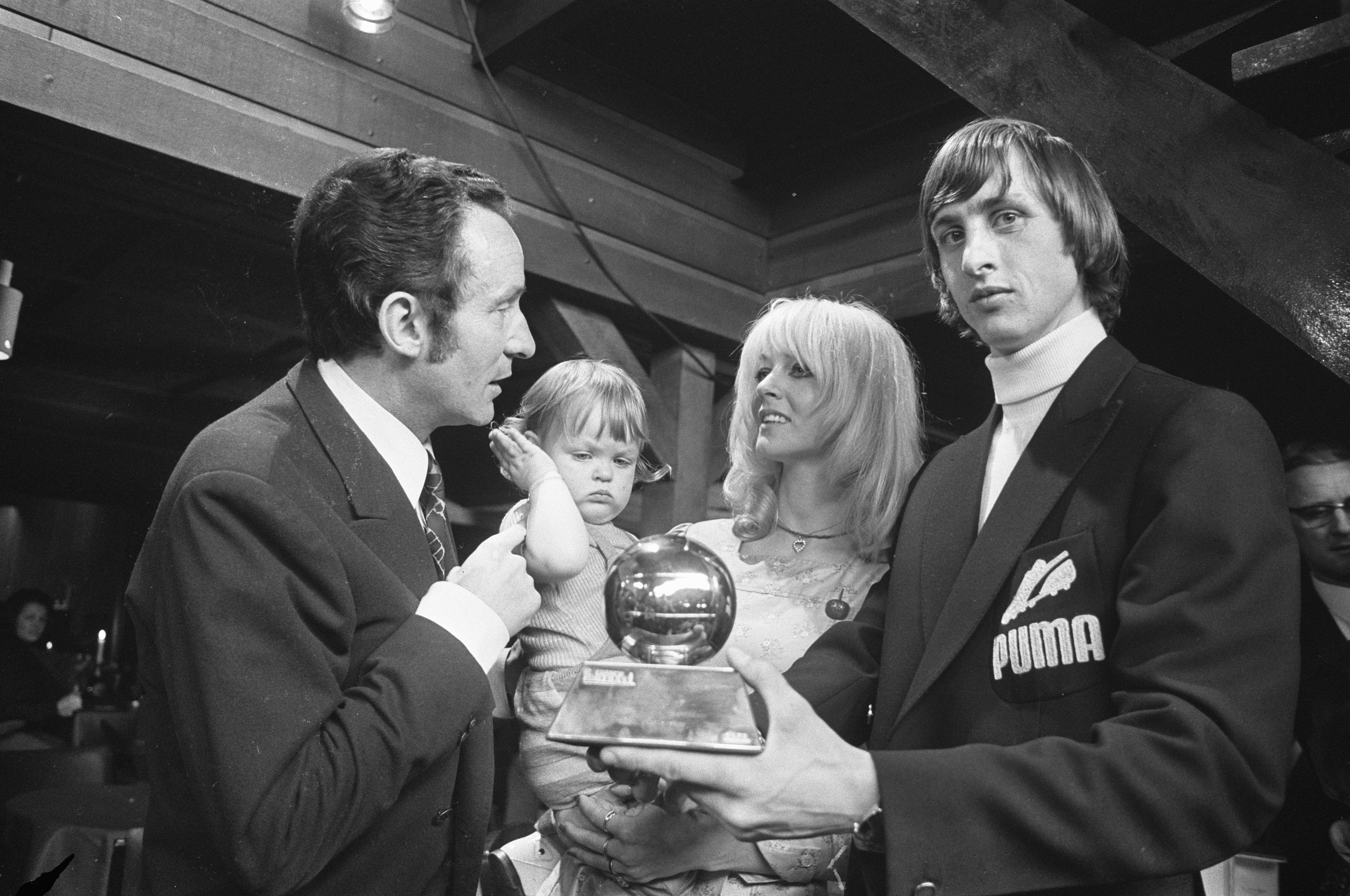
Cruijff bij de uitreiking van de Ballon d'Or.

De Ballon d'Or 1971 was de 16e editie van de voetbalprijs georganiseerd door het Franse tijdschrift France Football. De prijs werd gewonnen door Johan Cruijff (Ajax).
De jury was samengesteld uit 26 journalisten die aangesloten waren bij de volgende verenigingen van de UEFA: West-Duitsland, de DDR, Oostenrijk, België, Bulgarije, Tsjecho-Slowakije, Denemarken, Spanje, Finland, Frankrijk, Griekenland, Hongarije, Engeland, Ierland, Luxemburg, Italië, Nederland, Noorwegen, Polen, Portugal, Roemenië, Zweden, Zwitserland, Turkije, Sovjet-Unie en Joegoslavië.
De resultaten van de stemming werden gepubliceerd in editie 1343 van France Football op 28 december 1971.

## Stemprocedure
Elk jurylid koos de beste vijf spelers van Europa. De speler op de eerste plaats kreeg vijf punten, de tweede keus vier punten en zo verder. Op die wijze werden 390 punten verdeeld, 130 punten was het maximale aantal punten dat een speler kon behalen (in geval van een zesentwintig koppige jury).

## Uitslag
| Plaats | Speler             | Club                     | Stemmen | Stemmen | Stemmen | Stemmen | Stemmen | Stemmen | Punten |
| Plaats | Speler             | Club                     | 1º      | 2º      | 3º      | 4º      | 5º      | Totaal  | Punten |
| ------ | ------------------ | ------------------------ | ------- | ------- | ------- | ------- | ------- | ------- | ------ |
| 1º     | Johan Cruijff      | Ajax                     | 19      | 5       |         |         | 1       | 25      | 116    |
| 2º     | Sandro Mazzola     | Internazionale           | 3       | 6       | 3       | 3       | 3       | 18      | 57     |
| 3º     | George Best        | Manchester United        | 1       | 5       | 8       | 3       | 1       | 18      | 56     |
| 4º     | Günter Netzer      | Borussia Mönchengladbach | 1       | 1       | 3       | 4       | 4       | 13      | 30     |
| 5º     | Franz Beckenbauer  | Bayern München           |         | 4       | 2       | 1       | 3       | 10      | 27     |
| 6º     | Gerd Müller        | Bayern München           | 1       | 1       | 1       | 2       | 2       | 7       | 18     |
|        | Josip Skoblar      | Olympique Marseille      | 1       |         | 2       | 2       | 3       | 8       | 18     |
| 8º     | Martin Chivers     | Tottenham Hotspur        |         | 1       | 1       | 2       | 1       | 5       | 12     |
| 9º     | Piet Keizer        | Ajax                     |         | 1       | 1       | 1       |         | 3       | 9      |
| 10º    | Bobby Moore        | West Ham United          |         | 1       | 1       |         |         | 2       | 7      |
|        | Ferenc Bene        | Újpest Dózsa             |         |         | 1       | 1       | 2       | 4       | 7      |
| 12º    | Jevgeni Roedakov   | Dinamo Kiev              |         |         | 1       | 1       | 1       | 3       | 6      |
| 13º    | Giacinto Facchetti | Internazionale           |         | 1       |         |         |         | 1       | 4      |
|        | Dimitris Domazos   | Panathinaikos            |         |         | 1       |         | 1       | 2       | 4      |
| 15º    | Pirri              | Real Madrid              |         |         | 1       |         |         | 1       | 3      |
|        | Dragan Džajić      | Rode Ster Belgrado       |         |         |         | 1       | 1       | 2       | 3      |
|        | Berti Vogts        | Borussia Mönchengladbach |         |         |         | 1       | 1       | 2       | 3      |
| 18º    | Terry Cooper       | Leeds United             |         |         |         | 1       |         | 1       | 2      |
|        | Francis Lee        | Manchester City          |         |         |         | 1       |         | 1       | 2      |
|        | Wolfgang Overath   | 1. FC Köln               |         |         |         | 1       |         | 1       | 2      |
|        | Wilfried Van Moer  | Standard Luik            |         |         |         | 1       |         | 1       | 2      |
| 22º    | Bobby Charlton     | Manchester United        |         |         |         |         | 1       | 1       | 1      |
|        | Albert Sjesternjov | CSKA Moskou              |         |         |         |         | 1       | 1       | 1      |

## Referentie
- Eindklassement op RSSSF

France Football:
1956 · 
1957 · 
1958 · 
1959 · 
1960 · 
1961 · 
1962 · 
1963 · 
1964 · 
1965 · 
1966 · 
1967 · 
1968 · 
1969 · 
1970 · 
1971 · 
1972 · 
1973 · 
1974 · 
1975 · 
1976 · 
1977 · 
1978 · 
1979 · 
1980 · 
1981 · 
1982 · 
1983 · 
1984 · 
1985 · 
1986 · 
1987 · 
1988 · 
1989 · 
1990 · 
1991 · 
1992 · 
1993 · 
1994 · 
1995 · 
1996 · 
1997 · 
1998 · 
1999 · 
2000 · 
2001 · 
2002 · 
2003 · 
2004 · 
2005 · 
2006 · 
2007 · 
2008 · 
2009 · 
2016 · 
2017 · 
2018 · 
2019 · 
2021 · 
2022 · 
2023 · 
2024